# Schöne Bescherung 2 – Eddie geht baden
Schöne Bescherung 2 – Eddie geht baden (Originaltitel: Christmas Vacation 2: Cousin Eddie’s Island Adventure) ist eine US-amerikanische Filmkomödie aus dem Jahr 2003. Die Regie führte Nick Marck, die Hauptrollen spielten Randy Quaid und Miriam Flynn. Der Fernsehfilm ist die Fortsetzung des Weihnachtsfilms Schöne Bescherung aus dem Jahr 1989.

## Handlung
Nachdem Eddie in seinem Job als Testperson von einem Affen gebissen und entlassen wird, erhält er eine Reise in die Südsee als Entschädigung geschenkt. Die Reise von Eddie und seiner Familie endet abrupt auf einer einsamen Südseeinsel. Hier müssen sie lernen sich selbst zu versorgen, was dem tollpatschigen Eddie nicht leicht fällt. Trotz vieler Missgeschicke entwickelt sich Eddie zum „Helden“ und tötet sogar ein Wildschwein mit bloßen Händen. Seine selbstgebaute Hütte stürzt allerdings schon bald wieder zusammen. Nach Wochen auf der Insel verbringt die Familie mit anderen Gestrandeten hier das Weihnachtsfest. Am Ende kehren sie nach Hause zurück, nachdem ein Flugzeug die Gestrandeten entdeckt. Ein wenig bedauern all die idyllische und ruhige Insel wieder verlassen zu müssen, aber schließlich zieht es sie doch nach Hause. Der Flug zurück entwickelt sich allerdings zu einem erneuten Abenteuer, da der Pilot plötzlich das Bewusstsein verliert. Aber Eddy meistert, unter Mithilfe der Flugüberwachung, auch diese Herausforderung.

## Kritiken
Der Film erhielt fast durchweg schlechte Kritiken:

„Die Robisonade voller Klamauk und derben Witzen bemüht sich krampfhaft um Komik im Stil der Vacation-Filme.“

„Randy Quaid […] ist als ultratölpelhafter Onkel Eddie ein recht dürftiger Ersatz für Chevy Chase in dieser grobgestrickten Slapstick-Fortsetzung […] Holzhammerklamauk und Ausscheidungswitze statt Wortwitz und Selbstironie […]“

## Hintergrund
Der Fernsehfilm hatte seine Erstausstrahlung in den USA am 20. Dezember 2003. In Europa erschien der Film direkt auf DVD; in Deutschland ist er seit dem 3. Dezember 2004 erhältlich.